# Henryk Dobrowolski

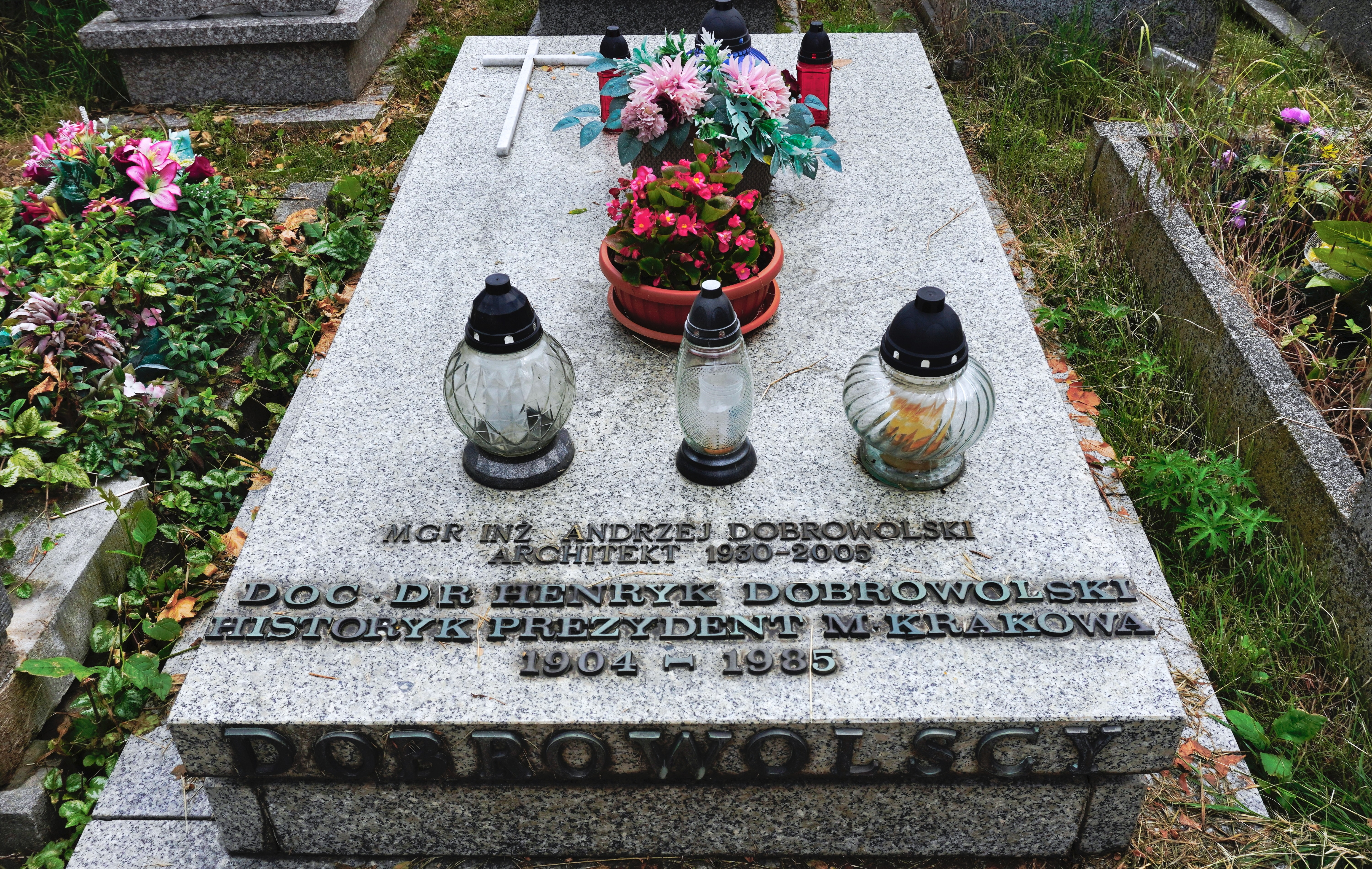
Grób Henryka Dobrowolskiego na cmentarzu Rakowickim w Krakowie

Henryk Dobrowolski (ur. 1904 w Nowym Sączu, zm. 7 lutego 1985 w Krakowie) – prezydent Krakowa w latach 1947–1950, poseł do Krajowej Rady Narodowej i na Sejm Ustawodawczy (z ramienia PPR, potem PZPR), historyk ruchu robotniczego.

## Życiorys
Syn Piotra. Jako uczeń gimnazjum związał się z konspiracyjnym kółkiem socjalistycznym. W latach 1922–1927 studiował historię i historię sztuki na Uniwersytecie Jagiellońskim, działał w Związku Niezależnej Młodzieży Socjalistycznej „Życie”. Po studiach pracował jako nauczyciel w gimnazjum w Pszczynie, potem jako inspektor szkolny w Cieszynie. Był tutaj prezesem Zarządu Głównego Macierzy Szkolnej Księstwa Cieszyńskiego. Z Cieszyna przeprowadził się do Lublina, gdzie zastał go wybuch wojny w 1939. W czasie okupacji redagował prasę podziemną i brał udział w tajnym nauczaniu. W 1945 powrócił do Krakowa i przystąpił do organizowania szkolnictwa w mieście. Był kierownikiem Oddziału Szkół Średnich w krakowskim kuratorium, posłem do Krajowej Rady Narodowej, następnie do Sejmu Ustawodawczego, następnie został członkiem prezydium Wojewódzkiej Rady Narodowej oraz kierownikiem Wydziału Oświaty i wychowania WRN.
6 października 1947 został wybrany prezydentem Krakowa, na tym stanowisku pozostał do 6 czerwca 1950. Za jego prezydentury:
- podjęto decyzję o usunięciu części linii tramwajowych z Rynku Głównego,
- uruchomiono linią tramwajową nr 7 z Grzegórzek do Śródmieścia,
- w marcu 1949 rozpoczęła się budowa Nowej Huty,
- 12 lutego 1949 ukazał się pierwszy numer „Gazety Krakowskiej”,
- Muzeum Etnograficzne znalazło nową siedzibę w ratuszu kazimierskim na placu Wolnica.

Po odejściu z fotela prezydenta Krakowa Dobrowolski został dyrektorem Wojewódzkiego Archiwum Państwowego w Krakowie, gdzie pracował do momentu przejścia na emeryturę w 1973.
Był autorem książki Granitowe słupy wydanej w 1939, opowiadającej o zabytkach województw lubelskiego, kieleckiego i wołyńskiego. Artykuły publikował także w pismach Naprzodzie, Życiu Literackim oraz Prasie Współczesnej i Dawnej. Był autorem haseł w Polskim Słowniku Biograficznym i Słowniku biograficznym działaczy polskiego ruchu robotniczego.
Uchwałą Rady Państwa z 5 lutego 1954 został odznaczony Złotym Krzyżem Zasługi za zasługi w pracy zawodowej w dziedzinie służby archiwalnej. W grudniu 1983 odznaczony Pamiątkowym Medalem z okazji 40 rocznicy powstania Krajowej Rady Narodowej (1983).
Zmarł 7 lutego 1985 i został pochowany na cmentarzu Rakowickim w Krakowie.